# Фурошики
Фурошики на японски: 風呂敷, което буквално се превежда като „кърпа за баня“, представлява квадратна кърпа, която се използва за опаковка или като торбичка за носене на различни предмети. Това понятие е пренесено от периода Едо, когато при посещение в обществените бани наречени на японски „баня офуро“  се използва за пренасяне на дрехите за къпане, а след баня се пренася мокрото кимоно.
По такъв начин  са се превърнали в един вид многофункционална чанта. За да се осигури лекота при сгъването и здравина се използват по-тънки и здрави материи за тъканта на кърпата. В повечето случаи за това се използват памучни тъкани. Използват се копринени и смесени текстилни материи, обикновено с размери 40 - 80 см. След Втората световна война използването на найлоновите торбички измества използването на фурошиките, но с подобряване на отношението към околната среда в края на 20-ти и началото на 21-ви век, фурошиките започват да се използват все повече. Предлагат се различни техники на опаковане на предмети, предназначени за подаръци или за транспорт.

## Галерия
- Фурошики като опаковка за подарък
- Храна „Бенто“, опакована във фурошики
- Опаковане на бутилка
- Коледен подарък
- "Binkel-Bündel" създаден от Хундертвасер
- Bojagi – Корейски вариант на фурошики